# Rivière Sakiciw
Rivière Sakiciw är ett vattendrag i Kanada.   Det ligger i provinsen Québec, i den östra delen av landet, 400 km norr om huvudstaden Ottawa. Rivière Sakiciw ligger vid sjöarna  Lac Mwakotcicton och Lac Mwakotcictona.
Trakten runt Rivière Sakiciw är nära nog obefolkad, med mindre än två invånare per kvadratkilometer.